# Муханов, Николай Терентьевич
Николай Терентьевич Муханов (1747—1808) — генерал-майор, герой Русско-шведской войны 1788—1790 годов.

## Биография
Происходил из дворян Харьковского наместничества, родился в 1747 году.
Поступил на военную службу в 1764 году солдатом в Белозерский пехотный полк.
Он участвовал почти во всех войнах того времени: в Русско-турецкой 1768—1774 годов, в русско-шведской 1788—1790 годов, при покорении Крыма и в Польше в 1792 году против конфедератов и в 1794 против Костюшко.
Муханов отличался замечательной личной храбростью и распорядительностью: так, в 1789 году в Финляндии 27 апреля взял у шведов в плен 14 человек; 10 июля при Иотландской кирке овладел неприятельской пушкой, причём взял в плен артиллерийского офицера и 25 нижних чинов; 28 сентября при Сайменском проливе, при штурме неприятельских укреплений, он лично взял две медные пушки. За первое отличие он получил орден Св. Владимира 4-й степени и чин премьер-майора, а за Сайменское сражение был 5 октября 1789 года удостоен ордена Св. Георгия 4-й степени (№ 357 по кавалерскому списку Судравского и № 666 по списку Григоровича — Степанова)
За храбрость, оказанную при штурме неприятельской батареи, находившейся на другой стороне Сайминского пролива.
В 1793 году произведён в подполковники с назначением батальонным командиром в Московский (будущий Павловский) гренадерский полк и в 1797 году — в полковники. 10 июля 1798 года Муханов был назначен командиром Павловского гренадерского полка и на этой должности находился до 10 августа того же года, которую вынужден был оставить из-за болезни.
3 сентября 1798 года Муханов вышел было в отставку, но уже 27 сентября был назначен командиром лейб-гвардии инвалидного батальона. 23 июля 1802 году он был произведён в генерал-майоры и получил шефство в Полоцком мушкетёрском полку, а 24 августа 1806 года был переведён на ту же должность в Минский мушкетёрский полк. Скончался Муханов в ноябре 1808 года, из списков исключён 20 ноября.
Историк лейб-гвардии Павловского полка П. Н. Воронов оставил следующую характеристику Муханова: «Прослужив значительное время в нижних чинах, Муханов отлично узнал солдата, его быт и тягости строевой службы. Хотя он получил ограниченное образование, и знал только русскую грамоту, но этот недостаток сторицей вознаграждала его обширный военный опыт, приобретённый 32-летней службой в строю. Он ходил опираясь на палку, потому что при осаде Браилова был ранен пулей в левый бок у поясницы. Как человек, всей душой преданный своему служебному делу, он ни одного дня не был ни в отпуску, ни в отлучке».